# Baryscapus erynniae
Baryscapus erynniae is een vliesvleugelig insect uit de familie Eulophidae. De wetenschappelijke naam is voor het eerst geldig gepubliceerd in 1965 door Domenichini.